# Computer-Aided Facility Management
Computer-Aided Facility Management (CAFM) ist die Unterstützung des Facilitymanagements durch die Informationstechnik in Form eines Computerprogramms, welches aus einer Datenbank und einer Anwenderoberfläche besteht. Dabei stehen die Bereitstellung von Informationen über die Facilitys und die Unterstützung von Arbeitsprozessen im Vordergrund.

## Funktionsbeschreibung
Das Programm wird als CAFM-Software, CAFM-Anwendung oder als CAFM-System bezeichnet. Es gibt sogenannte integrierte Systeme, die mehrere Funktionen in sich vereinen. Diese Anwendungen werden auch als multifunktionale Systeme (oder iCAFM-Software) bezeichnet. Anwendungen mit nur einer speziellen Funktion werden als monofunktionale Anwendungen bezeichnet.
In der Branche wird zwischen Client/Server- und Web-basierten Systemen unterschieden.
Bei Client/Server-Systemen können die Daten ausschließlich von fest vernetzten Computern aus eingegeben und abgerufen werden. Dazu muss eine Verknüpfung zum Laden der Applikation hergestellt werden. Zusätzlich wird eine Datenbank benötigt.
Bei einem Web-basierten CAFM-System wird neben der Datenbank lediglich ein Webbrowser benötigt und die Informationen können über ein Intranet firmenweit oder über das Internet weltweit an jedem Computer eingegeben und abgerufen werden, ohne dass etwas auf dem Computer installiert werden muss. Es wird lediglich die entsprechende Web-Adresse benötigt, mit der das System wie eine beliebige Website geöffnet wird.
Zunehmend werden CAFM-Systeme auch verstärkt zur Abbildung von Facility-Management-Prozessen verwendet. So ist es beispielsweise möglich, von einem Gebäudenutzer (zum Beispiel einem Büroangestellten etc.) gemeldete Defekte (beispielsweise eine defekte Beleuchtung) als Reparaturaufträge in dem System zu hinterlegen. Diese Aufträge können dann von dem entsprechenden Fachbereich oder einer externen Firma eingesehen und bearbeitet werden. Es kann eine Auftragsverfolgung eingesetzt werden, bei der die offenen Aufträge dem Fachbereich beziehungsweise der durchführenden Firma wieder vorgelegt werden, falls der Auftrag nach einer bestimmten Zeitspanne noch nicht erledigt sein sollte (Eskalierung). Ist ein Auftrag erledigt worden, wird er im System als erledigt vermerkt und es kann automatisch eine Erledigungsmeldung – zum Beispiel per E-Mail – an den Auftraggeber gesendet werden. Auf diese Weise können Arbeitsvorgänge überwacht und die Kundenzufriedenheit erhöht werden.
Die Richtlinie GEFMA 400 der German Facility Management Association (GEFMA) bietet eine allgemeine Einführung in das Thema CAFM. Eine Zertifizierung nach Mindeststandards im Facility Management für CAFM-Systeme wird von der GEFMA nach der Richtlinie GEFMA 444 vorgenommen.
Der CAFM Ring e. V. ist ein Verband von Herstellern von CAFM-Software.

## Verwandte Bereiche, Erweiterungen
Als Gebäudeautomation (GA) bezeichnet man die Gesamtheit von Überwachungs-, Steuerungs-, Regelungs- und Optimierungseinrichtungen in Gebäuden im Rahmen des technischen Facilitymanagements. Ziel ist es, Funktionsabläufe gewerkeübergreifend selbständig (automatisch) nach vorgegebenen Einstellwerten (Parametern) durchzuführen oder deren Bedienung beziehungsweise Überwachung zu vereinfachen. Alle Sensoren, Aktoren, Bedienelemente, Verbraucher und andere technische Einheiten im Gebäude werden miteinander vernetzt. Abläufe können in Szenarien zusammengefasst werden. Kennzeichnendes Merkmal ist die dezentrale Anordnung der Steuerungseinheiten (DDC) sowie die durchgängige Vernetzung mittels eines Bussystems, zum Beispiel EIB/KNX, DALI oder BACnet.
Der erweiterte Begriff CAIFM oder auch iCAFM (englisch Computer-Aided Integrated Facility Management beziehungsweise Integrated Computer-Aided Facility Management) sieht sich

„als integrierter Bestandteil der Informationstechnologie des Gesamtunternehmens bzw. der Gesamtorganisation und unterstützt daher unternehmensweite Prozesse, welche FM-Funktionen involvieren. Ein CAIFM ist daher stets mit dem ES – Enterprise System (oft auch ERP – Enterprise Resource Planning System genannt) online und in Echtzeit integriert. Bei solchen ES dominiert in Deutschland in Großorganisationen SAP mit seinem System R/3. Weiters ist ein CAIFM idealerweise auch mit den Gebäudeautomationssystemen integriert. So wird ein CAIFM zum Teil des Managementinformationssystems (MIS) des Unternehmens und damit zur echten Unterstützung für das Top Management.“